# Mona Rosenblum
Pour les articles homonymes, voir Rosenblum.
Moshe Mordechai Rosenblum dit Mona Rosenblum (né à Ramat Gan en Israël) est un compositeur, chef d'orchestre, arrangeur et producteur de musique hassidique israélien. Il est considéré comme l'un des doyens dans ce domaine. Il est le récipiendaire du ACUM Lifetime Achievement Award (Prix d'excellence pour l'ensemble de son œuvre), décerné par la Society of Authors, Composers and Music Publishers in Israel (Société des auteurs, compositeurs et éditeurs de musique en Israël) (ACUM).

## Biographie
Mona Rosenblum est né à Ramat Gan, en Israël, où il passe son enfance. Sa famille est originaire de Pologne et fait partie des Hassidim de Ger.
Il étudie à la Yechiva Nachalim en même temps que son oncle, le futur chanteur Dudu Fisher,.

### Musique
Très jeune, il s'intéresse à la musique. À l'âge de cinq ans et demi, il apprend à jouer du piano, de la guitare et des instruments à vent. Durant ses études secondaires, il décide de faire de la musique une carrière.
À 17 ans, il fait les arrangements et dirige la chorale d'une Yechiva.
Sa première réalisation importante a lieu dans les années 1970, lorsqu'il dirige la chorale des Pirchei de Jérusalem et produit leur premier album.
Il est le producteur et l'arrangeur musical de plusieurs chanteurs hassidiques dont Mordechai Ben David, Lipa Shmeltzer et Shloime Cohen et Miami Boys Choir. Il produit les disques de Yirmiya Damen, chanteur et compositeur des Hassidim de Belz.

#### Chansons populaires
Parmi les chansons populaires qu'il compose, Messiah, Master of the World, Ahreichem, Because there is Torah in the Torah chantés par Mordechai Ben David et Moriah par Avraham Fried.
À l'occasion du Siyum Hashas du Daf Yomi, il produit la chanson You are revealed.

### Autres activités
En 2012, après une trentaine d'années, il prend sa retraite de chef d'orchestre et directeur musical de l'orchestre militaire rabbinique.
Il dirige l'orchestre du Siyum Hashas.

## Discographie
- Mona 1[5] :
  - Rabos Banos
  - Beruchim Habaim
  - Shir Tefillah
  - Rikkudei Chasidus Gur
  - Niggun Lchuppah
  - Mearshim
  - Machrozes Belz
- Mona -2[6] :
  - Moshiach
  - Aderaba Medley
  - Samchem Medley
  - The Sabre Dance
  - Vesamachta Medley
  - Ano Avdo Medley
  - Tzadik Medley
  - Mitzva
  - Avi Maslo
  - Hamavdil
  - Ani Maamin
- Mona -3. Sheyehei Hakol[7] :
  - Sheyehei Hakol
  - Hamavdil
  - Veyizku
  - Yesh Emunah - Amit
  - The Buzz
  - Shoshanas Yaakov
  - Hadran - Amit
  - We Wont Be Left Alone
  - Sisu - Gur
  - Sisu - Gur
  - Podoh - David Nadav
  - Hayotzer
- Mona -4[8] :
  - Melech
  - Moriah
  - Moshe Rabeinu
  - Ma Yedidus
  - Mikim
  - Vesiguleh Daskal
  - Retzoincho Dudi & Shlomo
  - Waltz Efraim
  - Vanachnu Koirim
  - Adon Haselichot
- Mona -5[9] :
  - Hevel Havalim
  - Lama Yarda Neshama
  - Yossele...
  - Palgei Mayim
  - Shalom Rav maariv
  - Gvia Hadmaos
  - Ata Bechartanu
  - Beein Meilitz Yosher
  - Shalom Aleichem
  - Anavim- Higia Zman Geulaschem
- Mona -7. Uteshuva Utefila  Utzedaka. Ft. Yaakov Shwekey (Single)[10]
- Die Groise Chasuneh[11] :
  - Bagleiten
  - Nor Mit Simcha
  - Boruch Haba
  - Mi Adir Al Hakol
  - Mi Von Siach
  - Uvchen Tzadikim
  - Lecha Rabeinu
  - Bobov Mitzva Tantz
  - Sol A Kokosh Mar
  - Rikud Modzitz
  - Birkas Habayis
  - Rikud Lublin
  - Chusid
  - Yehi Hashuvia Haboo
  - Ani Maamin
- Gerrer Dance Songs[12] :
  - Rikud 1
  - Rikud 2
  - Rikud 3
  - Rikud 4
  - Rikud 5
  - Rikud 6
  - Rikud 7
  - Rikud 8
  - Rikud 9
  - Old Waltz
  - March Ein Kitzva
  - Rikud 10
  - Rikud 11
  - Rikud 12
  - Rikud 13
  - Rikud 14
  - Rikud Hayom Teamtzeinu
  - Rikud Asher Bara
  - Shir Hamalos
- Yachad-Siyum Hashas[13] :
  - Ashreichem
  - Yachad
  - Onu Rotzim
  - Veloi Yomush
  - Veloi Yomush
  - Vehaarev Na
  - Sisu Vesimchu
  - Siyum Hashas
- Philarmonia 1[14] :
  - Medley Ger, Chabad Dance Tune
  - Niggun Bein Hazmanim
  - Vetimaher
  - Yesh Emunah
  - March Ein Kitzva
  - Shir Hamaalos
  - March Siyum Hashaas
  - Simcha Dances
  - Medley Viznitz Dance Tunes
  - March Veyesoyu
  - Medley Belz Dance Tune
  - Bezrat Hashem vocal Version
- Philharmonia Vocal[15] :
  - Yosef Hashem
  - Ki Mechakim Anachnu
  - Anim Zemiros
  - Kevodo
  - Lecha Eten
  - Mo Oshiv
  - Veyochulu
  - Modeh Ani Lefanacha Hashem
  - Shir Hamaalos
- Philharmonia 3 Ach Tov[16] :
  - Ach Tov
  - Vaaneini
  - Ki Orech Yamim
  - In Yehudi
  - Lemalo
  - Maaminim
  - Al Tashlicheini
  - Bim Bom Bom
  - Hora Yerushalmi
  - Hora Atik
  - Hora Bederech Lemeron
  - Hora Shurot
  - Menucha Vesimcha
  - Mi Sheomar
  - Licvod Hechoson
  - Rikud Saloniki
  - Akeidas Yitzchok
  - Niggun Chupa
  - Ko Ribon
  - Daled Bovos
  - Chabad Medley
- Simcha Symphony[17] :
  - Simcha Symphony Medley
  - Harninu Goyim
  - Ata Echad
  - Samba Medley
  - Ner Leragli
  - Asher Bara

## Honneurs
- Récipiendaire du ACUM Lifetime Achievement Award (Prix d'excellence pour l'ensemble de son œuvre), décerné par la Society of Authors, Composers and Music Publishers in Israel (Société des auteurs, compositeurs et éditeurs de musique en Israël) (ACUM)[18].